# Olajbányász SE Szank
Az Olajbányász SE Szank egy magyar sport egyesület, melynek székhelye Szankon található.

## Története
A sportegyesületet 1946-ban alapították. Nevét onnan kapta, hogy Szankon kőolajat és földgázt találtak, amit a későbbi támogatója és névadója, a MOL olajtársaság bányászott ki.
Az egyesület székhelye Szankon, a Halasi út 26. szám alatt található. A klub három szakosztály működtet: a labdarúgó mellett a teke- és a tenisz szakosztályt.
A legsikeresebb a tekecsapat, akik NB II-es szinten játszanak. A teniszezők nem játszanak versenyszinten, míg a labdarúgók a Bács-Kiskun megyei harmad osztályban szerepelnek. Minden sportoló amatőr státuszú.
A labdarúgóklub 2007 tavasza óta serdülőcsapatot is működtet. Az induláskor a vezetőedzőjük a klub előző trénere Seres János volt, majd a távozása után Csontos Ferenc vette át az irányítást.
A klub jelenlegi elnöke Nagy Klára. Az elnökség tagjai a következőek: Pélyi András, Vinkó György, Felföldi Gábor és Horváth Dániel.

## Mezek
A klub eredeti szerelés piros-fekete csíkos mezből, fekete shortból és sportszárból állt, azonban ma már nem használják ezt a kombinációt. 2007 februárjában új mezeket kapott az egyesület.
| \| \| \| \| \| \| \| \| \| \| \| \| |              |              |
| A hagyományos mez                   |              |              |
| Team colours                        | Team colours | Team colours |
| Team colours                        |              |              |
| Team colours                        |              |              |

| Team colours | Team colours | Team colours |
| Team colours |              |              |
| Team colours |              |              |

| \| \| \| \| \| \| \| \| \| \| \| \| |              |              |
| Hazai mez                           |              |              |
| Team colours                        | Team colours | Team colours |
| Team colours                        |              |              |
| Team colours                        |              |              |

| Team colours | Team colours | Team colours |
| Team colours |              |              |
| Team colours |              |              |

| \| \| \| \| \| \| \| \| \| \| \| \| |              |              |
| Idegenbeli mez                      |              |              |
| Team colours                        | Team colours | Team colours |
| Team colours                        |              |              |
| Team colours                        |              |              |

| Team colours | Team colours | Team colours |
| Team colours |              |              |
| Team colours |              |              |

| \| \| \| \| \| \| \| \| \| \| \| \| |              |              |
| 3. számú mez                        |              |              |
| Team colours                        | Team colours | Team colours |
| Team colours                        |              |              |
| Team colours                        |              |              |

| Team colours | Team colours | Team colours |
| Team colours |              |              |
| Team colours |              |              |

| \| \| \| \| \| \| \| \| \| \| \| \| |              |              |
| Hazai mez (2)                       |              |              |
| Team colours                        | Team colours | Team colours |
| Team colours                        |              |              |
| Team colours                        |              |              |

| Team colours | Team colours | Team colours |
| Team colours |              |              |
| Team colours |              |              |

## Pályák
A futballpálya paraméterei a következőek: füves borítású, locsolórendszerrel és labdafogó hálóval felszerelt, villanyvilágítással rendelkezik, a hazai és a vendég kispad is fedett kialakítású. A nézőtér lelátója 100-150 fő számára biztosít ülőhelyet, valamint az állóhelyek száma 1000-1500.
A tekepálya 4 sávos, kivilágított, 6 öltözőhelyiséggel és büfével kialakított. A nézőtér 80 ülőhellyel, és 30-40 állóhellyel rendelkezik.
A teniszpálya salakos borítású, valamint villanyvilágítással ellátott.

## Korábbi eredményei
| Szezon    | Oszt. | Hely | Gy | D | V  | Gk    | P  |
| --------- | ----- | ---- | -- | - | -- | ----- | -- |
| 2004–2005 | VII.  | 10   | 10 | 6 | 11 | 51–53 | 36 |
| 2005–2006 | VII.  | 5    | 10 | 6 | 6  | 32–27 | 36 |
| 2006–2007 | VI.   | 7    | 8  | 4 | 10 | 38–45 | 28 |
| 2007–2008 | VI.   | 5    | 13 | 7 | 8  | 50–30 | 46 |
| 2008–2009 | VI.   | 6    | 13 | 4 | 11 | 57–47 | 43 |
| 2009–2010 | VI.   | 5    | 17 | 5 | 8  | 82–43 | 56 |

## Jelenlegi keret
| #  |        | Poszt | Név                |
| -- | ------ | ----- | ------------------ |
| -- | magyar | K     | Ale Adrián         |
| 1  | magyar | K     | Sípos Bence        |
| -- | magyar | V     | Csillag Tamás      |
| 2  | magyar | V     | Kiss Máté Gergő    |
| 11 | magyar | CS    | Rávai Dezső        |
| 3  | magyar | CS    | Bangó Róbert       |
| -- | magyar | CS    | Slezák Mihály      |
| 13 | magyar | V     | Ozsváth Roland     |
| –– | magyar | KP    | Busa Tamás         |
| 17 | magyar | KP    | Kormányos Roland   |
| –– | magyar | KP    | Kuszli Gábor       |
| –– | magyar | KP    | Piszmán Erik       |
| –– | magyar | KP    | Törőcsik Tibor     |
| –– | magyar | KP    | Seres János        |
| –– | magyar | CS    | Parádi Attila      |
| –– | magyar | KP    | Lakatos Zsolt      |
| 6  | magyar | KP    | Pintér Gábor       |
| -- | magyar | V     | Sipos-Szabó Ferenc |
| 5  | magyar | V     | Tóth Mátyás Attila |
| 8  | magyar | V     | Törőcsik Vilmos    |

### Érkeztek
| #  |        | Poszt | Név                                     |
| -- | ------ | ----- | --------------------------------------- |
| –– | magyar | KP    | Seres János (a Jászszentlászlói SE-ből) |
| –– | magyar | CS    | Ozsváth Attila (a Bugaci KSE-ből)       |

|  |

### Távoztak
| #  |        | Poszt | Név                                      |
| -- | ------ | ----- | ---------------------------------------- |
| –– | magyar | V     | Cserényi Norbert (a Kiskunmajsai FC-be)  |
| –– | magyar | KP    | Kiss Gyula Vilmos (a Kiskunmajsai FC-be) |
| –– | magyar | CS    | Nokta Szabolcs (a Kiskunmajsai FC-be)    |

|  |

## Vezetőség
| Poszt                       | Név                         |
| --------------------------- | --------------------------- |
| Elnök                       | Patkós Zsolt                |
| Szakosztályvezető           | Törőcsik Tibor              |
| Technikai vezető            | Oláh László,                |
| Vezetőedző                  | Valkai Zsolt                |
| Serdülő csapat vezetőedzője | Oláh László, Törőcsik Tibor |

## Korábbi vezetőedzők
- Seres János (2004. szeptember – 2007. január)
- Vörös Tibor (2007. január – 2008. szeptember)
- Pintér Csaba (2008. szeptember; Vörös Tibor vezetőedző lemondását követően két mérkőzés erejéig megbízott edzőként tevékenykedett.)
- Vörös Tibor (2008. szeptember – 2010. november)
- Tóth Mátyás, Törőcsik Zoltán (2011. január –)

## Lásd még
- Szank

## Külső hivatkozások
- A szanki sportélet hírei (magyarul)
- A Bács-Kiskun megyei Labdarúgó Szövetség (BKMLSZ) honlapja (magyarul)
- A Fülöpjakab SE honlapja (magyarul)
- A Harkakötönyi TSE honlapja (magyarul)
- A Kaskantyúi FSE honlapja (magyarul)
- A Kiskunhalasi Spartacus SE honlapja (magyarul)
- A Vadkert FC honlapja (magyarul)